# Valpolicella (Wein)

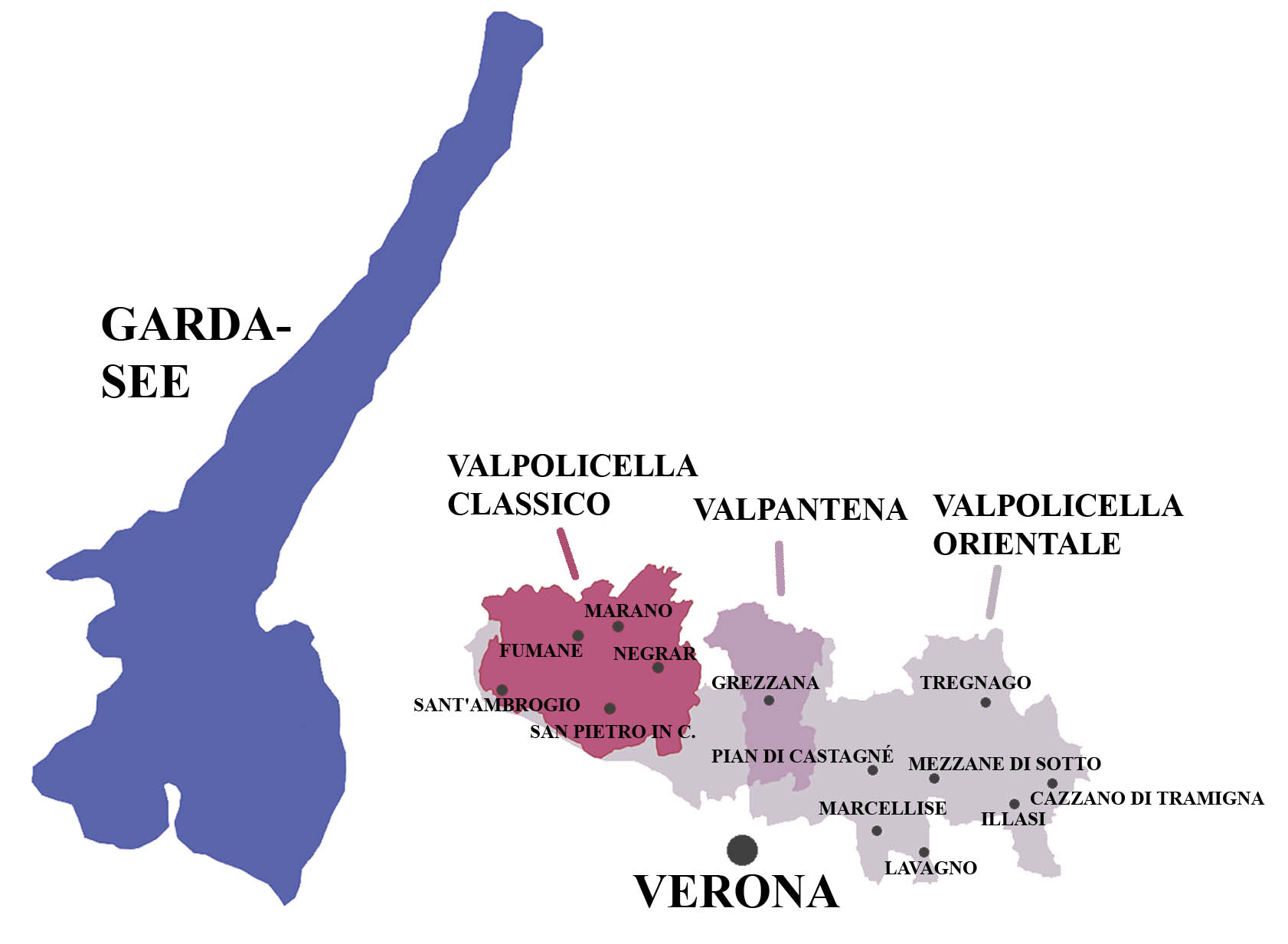
Das Anbaugebiet des Valpolicella

Valpolicella-Weine sind italienische Rotweine aus dem Valpolicella-Gebiet in der Region Venetien. Die Spitzenexemplare können konzentrierte, komplexe Weine sein. Die meisten Valpolicelle sind jedoch leichte, angenehme Sommerweine, die einen leichten Nussgeschmack aufweisen und jung getrunken werden. Die Weine der Appellation sind: Valpolicella (DOC), Valpolicella Ripasso (DOC), Amarone della Valpolicella (DOCG) und Recioto della Valpolicella (DOCG).

## Anbaugebiete
Das große Produktionsgebiet des Valpolicella umfasst drei Zonen:
- Valpolicella Classico: Gebiete rund um die Ortschaften Marano, Fumane, Negrar, Sant’Ambrogio, San Pietro in Cariano, Dolcè, Verona, San Martino Buon Albergo, Lavagno, Mezzane di Sotto, Tregnago, Illasi, Colognola ai Colli, Cazzano di Tramigna, Grezzana, Pescantina, Cerro Veronese, San Mauro di Saline und Montecchia di Crosara. Die Classico-Weine wachsen auf einer Höhe von 70 bis 400 m geschützt vor den kalten Nordwinden durch die Dolomiten und die Monti Lessini. Der nahegelegene Gardasee gewährt einen Temperaturausgleich.
- Valpolicella Valpantena verläuft über 12 km parallel zum Gebiet Valpolicella Classico und reicht bis in die Vororte von Verona
- Valpolicella Orientale: Das DOC-Gebiet schließt nördliche Stadtteile von Verona ein sowie die Täler um Illasi, Cazzano di Tramigna und Mezzane di Sotto

Von den DOC-Weinen (Valpolicella und Valpolicella Ripasso) wurden 2014 von 7435 Hektar Rebfläche 425.031 Hektoliter Wein erzeugt.

## Produktionsvorschriften
Die vorgeschriebenen Rebsorten sind: Corvina Veronese (45–95 %) und Rondinella (5–30 %). Weiterhin können bis maximal 25 % Rebsorten zugesetzt werden, die für den Anbau in der Provinz Verona zugelassen sind. Die Rebsorte Corvina Veronese kann dabei bis zu 50 % durch die Rebsorte Corvinone Veronese ersetzt werden.
Die Bestimmungen über die Weinherstellung schreiben keine Verwendungspflicht für die Molinara-Traube mehr vor. Jetzt ist es den Winzern erlaubt, stattdessen kleinere Mengen anderer Rebsorten hinzuzufügen. In der Provinz Verona sind dazu folgende Sorten zugelassen: Sangiovese, Cabernet Franc, Negrara, Croatina und Oseleta.

## Beschreibung

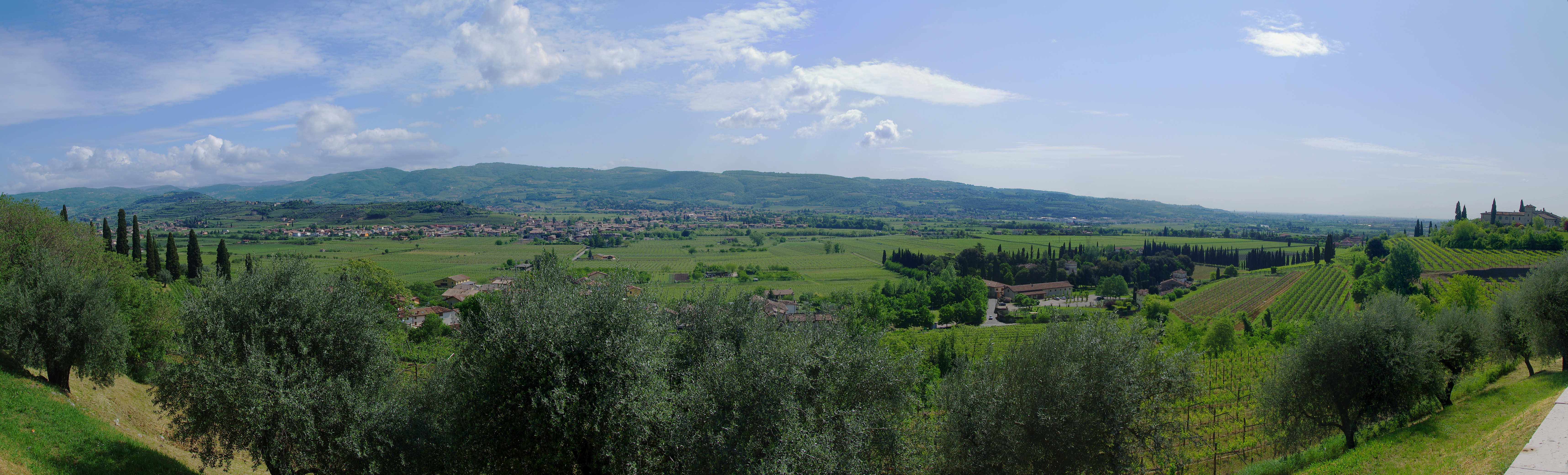
Blick von Castelrotto (San Pietro in Cariano), mit Weinbergen und Olivenhainen von Valpolicella

Laut Denomination (Auszug):

### Valpolicella DOC
(auch mit den Spezifikationen „Classico“, „Valpantena“ und „Superiore“)
- Farbe: rot, nach Alterung zu granatrot tendierend
- Geruch: weinig mit angenehmen Duft, zart, charakteristisch, bisweilen nach Bittermandeln
- Geschmack: Körper samtig, fruchtig, harmonisch
- Alkoholgehalt: mindestens 11 Volumenprozent, mit der Auszeichnung Riserva 12 %
- Säuregehalt: mind. 5 g/l
- Trockenextrakt: mind. 18 g/l, mit der Auszeichnung Riserva: 20 g/l

### Valpolicella Superiore DOC
Die Qualität Superiore zeichnet sich durch einen niedrigen Säuregehalt und ein harmonisches Bouquet aus. Er sollte gut temperiert getrunken werden (16–17 °C)

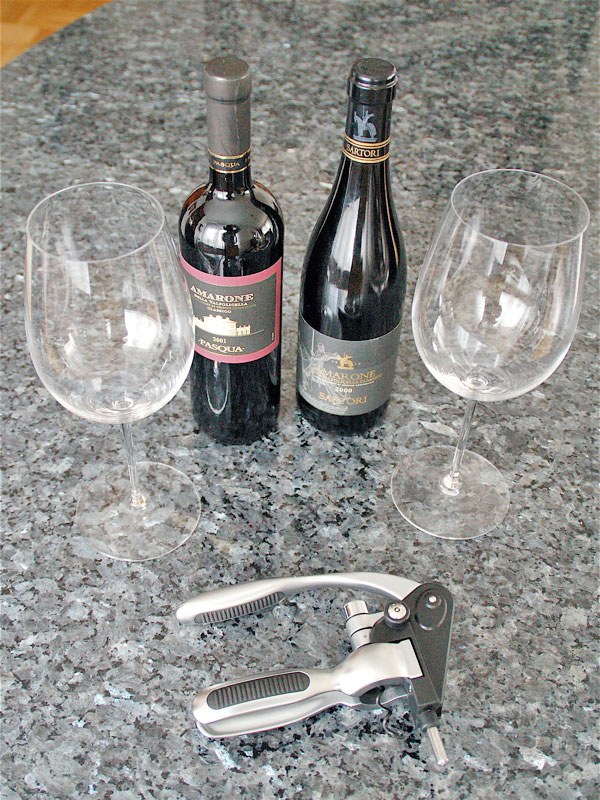
Zwei Flaschen Amarone della Valpolicella